# Return to Cookie Mountain
| Совокупная оценка          | Совокупная оценка |
| Источник                   | Оценка            |
| -------------------------- | ----------------- |
| Metacritic                 | 88/100            |
| Оценки критиков            |                   |
| Источник                   | Оценка            |
| AllMusic                   | [ 9 ]             |
| The A.V. Club              | A                 |
| Entertainment Weekly       | A−                |
| The Guardian               | [ 3 ]             |
| MSN Music (Consumer Guide) | A−                |
| NME                        | 9/10              |
| Pitchfork                  | 9.1/10            |
| Q                          | [ 14 ]            |
| Rolling Stone              | [ 5 ]             |
| Spin                       | [ 7 ]             |

Return to Cookie Mountain — второй студийный альбом американской рок-группы TV on the Radio. Мировой релиз состоялся 6 июля 2006 года на лейбле 4AD Records, а в США и Канаде он был выпущен 12 сентября 2006 года звукозаписывающими компаниями Interscope Records и Touch and Go Recordings. Североамериканский релиз содержал три бонус-трека, два из которых были бисайдами сингла «Wolf Like Me», а третий был ремиксом на песню El-P «Hours». Для композиций «Wolf Like Me» и «Province» были сняты видеоклипы.

## Об альбоме
В записи Return to Cookie Mountain приняли участие несколько известных исполнителей. Песня «Province» включает вокал Дэвида Боуи, который поддержал полноформатный дебют коллектива Desperate Youth, Blood Thirsty Babes. Катрина Форд из группы Celebration выступила в качестве приглашённой вокалистки на треках «Wolf Like Me», «Let the Devil In» и «Blues from Down Here». Кадзу Макино из Blonde Redhead спела в «Hours».
Return to Cookie Mountain получил множество положительных отзывов от критиков и был назван лучшим альбомом 2006 года журналом Spin. Он занял второе место в списке 50 лучших записей 2006 года по мнению редакции Pitchfork Media. Rolling Stone, Slant Magazine и Stylus Magazine поставили диск на четвёртое место в итоговом рейтинге за год, и он также занял пятую строчку по версии Metacritic. В 2009 году интернет-магазин Rhapsody присвоил альбому восьмое место в списке «100 лучших альбомов десятилетия».

## Список композиций
1. «I Was a Lover» (Кип Малоун, Дэвид Эндрю Ситек) — 4:21
2. «Hours» (Тунде Адебимпе) — 3:55
3. «Province» (Малоун, Ситек) — 4:37
4. «Playhouses» (Малоун) — 5:11
5. «Wolf Like Me» (Адебимпе) — 4:39
6. «A Method» (Adebimpe) — 4:25
7. «Let the Devil In» (Малоун) — 4:27
8. «Dirtywhirl» (Адебимпе) — 4:15
9. «Blues from Down Here» (Малоун) — 5:17
10. «Tonight» (Адебимпе) — 6:53
11. «Wash the Day Away» (Малоун, Ситек, Адебимпе) — 8:08

## Чарты
| Страна             | Место |
| ------------------ | ----- |
| Австралия          | 50    |
| Бельгия (Валлония) | 55    |
| Бельгия (Фландрия) | 52    |
| Германия           | 61    |
| Италия             | 44    |
| США                | 41    |
| Франция            | 60    |
| Швеция             | 56    |